# Шахрихан (футбольный клуб)
Раш-Милк — советский и узбекистанский футбольный клуб из города Шахрихан Андижанской области (вилоята). Основан не позднее 1967 года.

## Названия
- 1951 — Московский район.
- 1967—1970 — «Ок Олтын» (Московский)[1].
- 1975—1988 — «Шахриханец».
- 1991—1992 — «Шахрихончи».
- 1993—2007 — «Шахрихан».
- 2008 — «Ак Алтын».
- 2009—2010 — «Раш-Милк».
- 2011—2016 — «Шахрихан»[2].
- 2019 — «Раш-Милк».

## Достижения
Высшая лига Узбекистана — 15-е место (1992).
Вторая лига СССР — 2-е место в зоне «Средняя Азия» класса «Б» (1968).
1/2 зонального финала Кубка СССР (1967/68).